# 斯里兰卡马来语
斯里兰卡马来语是一种分布在斯里兰卡的克里奥尔语，由葡萄牙语、荷兰语、英语、阿拉伯语、闽南语、僧伽罗语、泰米尔语、SōnagathThamizh（斯里兰卡摩尔穆斯林泰米尔方言）和马来语混合而成，传统上由斯里兰卡马来族使用。

## 历史
17和18世纪，占据了爪哇巴达维亚的荷兰人将当地的反叛者和皇室成员流放到斯里兰卡，他们在汉班托塔和基林德建立了第一个定居点。后来，荷兰人还在斯里兰卡其他地方派驻了马来人军队。因此，一些学者甚至认为，斯里兰卡马来语与马来语的巴达维亚方言密切相关。
今日，斯里兰卡马来语（SLM）分布在中部（康提）、南部（汉班托特及基林德）和西部（奴隶岛）的数个省份。金尼亚和穆图尔的马来人不再讲马来语，而改用斯里兰卡泰米尔语或斯里兰卡摩尔泰米尔语（SLMT）。如今使用者大都居住在科伦坡北部。马来语的确切使用者人数不详，没有关于居住在斯里兰卡境内或境外的讲马来语者的语言学统计。据斯里兰卡马来人的人口普查结果，估计说斯里兰卡马来语的人数可能在3至4万。

## 方言
由于受僧伽罗语、泰米尔语和英语的影响，SLM使用者常在SLM和其他语言中的一种或两种间进行语码转换。因此上述三个省份的SLM已经有了自己的特色。Sebastian Nydorf编写的《内陆马来语语法》强调了上述地域差异，然而他的努力被批评为夸大了语言差异性。SLM使用者内部也因这些差异有争论：有人认为基林德和汉班托塔的马来语地位较高，因为它接近古马来语；其他人则声称奴隶岛的马来语在演变中更具活力，尤其在俚语方面，甚至得到摩尔人采用。口语SLM此种变化的结果是书面语标准化的诉求日益高涨。
最初到达斯里兰卡的马来人用基于阿拉伯文的衮度尔字母（Gundul alphabet），在阿拉伯文的基础上加了5个字母。这种做法一直持续到1940年代中期，而且只在特定的个人（如宗教/社区人士）间使用，同时为国内少数族裔语言的有限、专属用途。例如，马来人的婚书（kavin）就是以衮度尔字母绘制的。然而目前“标准马来语”（SM）和SLM都用罗马化文字书写。一些罗马化字体的拥护者声称，按（他们对）标准英语拼写规律的解释是书写马来语的唯一方法。例如，用“ch”而不用“c”表示/ch/音（他们没有意识到ch也可表示/k/。）其他SLM的使用者和学者则声称，僧伽罗文作为一种表音文字更适合书写马来语，因为它能更好描述马来语的发音。aSLM的各种方言尚未得到充分研究，但已有人说SLM已经濒临灭绝。“关于SLM的各种方言，要做的工作还多得很。”在科伦坡社区，父母会鼓励孩子说英语，因此，斯里兰卡马来语在科伦坡社区濒临灭绝。在教育水平更高的科伦坡大都会社区，该社区的中老一辈人在SLM方面表现出强大的语言活力，而年轻一代的口语能力则迅速下降（甚至为零）。与此形成鲜明对比的是基林达的语言社区，他们的教育和就业水平较低，但仍以SLM为主要语言。目前，斯里兰卡马来语社区的主旨是，以基林达为首的社区的一些部分，必须鼓励、教授斯里兰卡马来语；科伦坡社区的其他人则认为，应该教授马来西亚或印度尼西亚马来语，通过将其与更标准化的口音融合来振兴斯里兰卡马来语。汉班托塔的基林达社区就是少数仍以斯里兰卡马来语为主要语言的社区之一。尽管基兰达社区的儿童在上小学前仍然是斯里兰卡马来语的单语使用者，但今日讲斯里兰卡马来语的人已不足以在后代中保持这种语言。在部分社区，斯里兰卡马来语显然已经濒临灭绝，但由于仍有部分社区有强大的第一语言使用者，因此对其是否整体濒临灭绝尚存在争论。
由于与较大的泰米尔语群体和僧伽罗语人群接触，SLM社区实现了三语合一，其中僧伽罗语和泰米尔语为副层。因此在SLM发生的演变过程中，有几个语法类是其他马来语所没有的，但在僧伽罗语和泰米尔语中都有。混合语言的词汇和语法通常不来自同一语言，SLM的词汇主要来自PMD，而语法特征则来自僧伽罗语和泰米尔语。因此词形变化主要负责斯里兰卡马来语词法上的一致过程。与格和宾格通过加到名词上的后缀表示（与格naƞ，宾格yaƞ）。动词词尾顺序遵循僧伽罗语和泰米尔语词法：
- ni aanak-naƞ baek buku-yaƞ attu aada
- 这 学生-DAT 好 书-ACC 1 存在
- 这学生有本好书。

和泰米尔语相似，宾格倾向于同时标记定指性：
- Inni kendera -yaƞ bapi
- 这 椅子-ACC 取. 走
- 把这椅子带走。

来自僧伽罗语的直接影响可见于离格语形融合标记（以表示词汇来源）riɧ。
- Market-riƞ ais-tra baaru ikkaƞ billi bawa
- 市场-ABL 冰-NEG 新 鱼 买 带
- 给我从市场带点鲜鱼回来。

SLM领属格后缀是-pe，来自马来语punya“具有、支配”，这是区别于贸易马来语和峇峇马来语等口音的重要特征。
- goppe tumman go-yaƞ e-tolak
- 我朋友推我

作为马来语通语的一个古老特征，这个特征很可能是从SLM社区的原始语言中保留下来的，造就了SLM又一个区别特征。

## 阅读更多
- Adelaar, K. A. . Steinhauer, H.  (编). . Pacific Linguistics, Series A. Canberra: The Australian National University. 1991: 23–37. doi:10.15144/PL-A81 . hdl:1885/145757 .
- Ansaldo, U. 2008 Sri Lanka Malay revisited: Genesis and classification. In A. Dwyer, D. Harrison & D. Rood (eds). A world of many voices: Lessons from documented endangered languages. Typological Studies in Language 78. Amsterdam/ Philadelphia: John Benjamins. 13-42.
- Ansaldo, U., & Lim, L. L. S. (2006). "Globalisation, empowerment and the periphery: The Malays of Sri Lanka." in R. Elangaiyan, R. McKenna Brown, N. D. M. Ostler, & M. K. Verma (eds.), Vital Voices: Endangered Languages and Multilingualism, pp. 39-46. Foundation for Endangered Languages & Central Institute of Indian Languages.
- de Silva Jayasuriya, Shihan. 2002. Sri Lankan Malay: A unique creole. In Tadmor, Uri (ed.), Studies in Malay Dialects: Part III, 43-59. Jakarta: Universitas Atma Jaya.
- Hussainmiya, B. A. n.d. Sri Lankan Malay Language: Some Preliminary. In.
- Keeping Kirinda vital: The endangerment-empowerment dilemma in the documentation of Sri Lanka Malay ( pp. 51–66 ) . Lim, Lisa and Ansaldo, Umberto (2006) · ACLC Working Papers. 1
- Nordhoff, Sebastian. 2007. Vowel quantity in Sri Lanka Malay. (paper presented at the Joint Summer Meeting of the SPCL and the ACBLPE).
- Nordhoff, Sebastian.  (PhD论文). Universiteit van Amsterdam. 2009. hdl:11245/1.319874 .
- Nordhoff, Sebastian. . Journal of Pidgin and Creole Languages. 2012, 27 (2): 303–343. doi:10.1075/jpcl.27.2.04nor.
- Robuchon, G. 2003. Malayo Language in Sri Lanka. (Paper presented at the 7th International Symposium on the Malay/Indonesian Linguistics in Berg en Dal).
- Ronit, R. (n.d.). Cross-Cultural Influences on the Language of the Sri Lankan Malays.
- Slomanson, Peter. 2004. The syntax of tense and aspect in Sri Lankan Malay. (Paper presented at the SPCL summer meeting, Cura& cedil;cao Creole conference 2004, August 11–15, Cura& cedil;cao).
- Slomanson, Peter. 2013. Sri Lankan Malay. In: Michaelis, Susanne Maria & Maurer, Philippe & Haspelmath, Martin & Huber, Magnus (eds.) The survey of pidgin and creole languages. Volume 3: Contact Languages Based on Languages from Africa, Asia, Australia, and the Americas. Oxford: Oxford University Press.